# Operation: Broken Arrow
Operation: Broken Arrow (Originaltitel: Broken Arrow) ist ein US-amerikanischer Actionfilm des Regisseurs John Woo aus dem Jahr 1996. Broken Arrow ist ein militärisches Codewort für den Defekt, wodurch Gefahr für die Öffentlichkeit durch den Sprengkopf ausgeht, oder unfallbedingten Verlust einer Atomwaffe.

## Handlung
Der Kampfpilot Major Deakins und sein jüngerer Kamerad Captain Hale erhalten den Auftrag, mit einem Tarnkappenbomber einen Testflug zu machen, bei dem nukleare Waffen an Bord sind, um deren Auswirkungen auf die Stealthtechnologie zu analysieren. Doch Deakins plant, die Bomben in seine Gewalt zu bringen, um die Vereinigten Staaten zu erpressen.
Sein Versuch, Hale im Cockpit zu erschießen, schlägt fehl. Deakins kann ihn nur mit dem Schleudersitz aus dem Flugzeug katapultieren. Er klinkt die beiden Bomben an Fallschirmen aus, meldet einen Notfall und verlässt das abstürzende Flugzeug. Danach trifft er mit einer Gruppe angeheuerter Söldner zusammen und sichert die Bomben, wobei seine Leute die vom Militär losgeschickte Bergungsmannschaft erschießen.
Gemeinsam mit der Wildhüterin Terry Carmichael gelingt es Hale, vor Deakins’ Leuten zu fliehen und ihm die Bomben zu stehlen. Doch Deakins errät ihren Fluchtort, eine alte Kupfermine, und spürt sie dort auf. Dabei bringt er die Nuklearwaffen wieder in seine Gewalt und lässt eine davon in der Mine detonieren. Nachdem Hale mit Terrys Hilfe Verbindung zum Militär aufgenommen hat, gelingt es ihm schließlich, Deakins Leute auf dessen Transportzug zu eliminieren und ihn zu stellen. Im Duell entschärft er den Zünder der Nuklearbombe und springt aus dem Zug, der kurz darauf explodiert. Deakins kommt ums Leben.

## Kritiken
„Actionfilm-Spezialist John Woo gelingen eindrucksvolle Aufnahmen vor der Kulisse der Wüste von Utah. Er verbindet Akrobatik und Feuersbrünste mit kämpferischem Pathos zu einem großen Actionspektakel, das allerdings in eine allzu schlichte und häufig variierte Weltrettungsgeschichte eingebettet ist.“

„Auch in diesem Thriller setzt der virtuose Actionregisseur auf fantasievolle Destruktionsorgien und ein atemberaubendes Tempo. Fazit: Operation gelungen: bombige Actionsause.“

„Trotz offenkundiger Konstruktions- und Spannungsschwächen in der nicht durchgängig packenden Handlung hat Woo dennoch gute Genrearbeit geliefert, die aufwendig und überraschungsreich gestalteten Actionsequenzen und Spezialeffekte lassen wenig zu wünschen übrig. Bei der dynamischen Choreographie der Kamerabewegungen- und einstellungen, bei einigen frappierenden Kontrastmontagen, und wenn Travolta in Zeitlupe zur Tat schreitet, wenn Slater beidhändig feuernd zum Hechtsprung ansetzt, wenn Pistolen durch die Luft segeln und zwei Schützen sich gegenseitig Knarren an den Kopf halten, dann erkennt man Woos Handschrift wieder, auch wenn seine Ausdrucksweise nun hollywoodmäßig homogenisiert ist.“

## Auszeichnungen
- 1996 – BMI Film Music Award für Hans Zimmer
- 1996 – Nominierung für den MTV Movie Award für John Travolta und Christian Slater für den „besten Kampf“ und für John Travolta als „besten Bösewicht“.
- Die Deutsche Film- und Medienbewertung FBW in Wiesbaden verlieh dem Film das Prädikat „wertvoll“.[4]